# 集英社WEB小説大賞
集英社WEB小説大賞（しゅうえいしゃうぇぶしょうせつたいしょう）は、ダッシュエックス文庫（集英社）と小説家になろうが2020年より共同で開催しているライトノベルの文学賞である。

## 受賞作品一覧
作品名にリンクがあるのは書籍化済みで、改題された作品は括弧内に記載。
| 回数             | 賞     | タイトル （刊行時の題名） | 著者 （刊行時のペンネーム） | 出典         |
| ---------------- | ------ | --- | --------------------------- | ------------ |
| 第1回 （2020年） | 大賞   | 社畜ですが、種族進化して最強へと至ります | 力水                        | [ 2 ] [ 1 ]  |
| 第1回 （2020年） | 大賞   | 『ショップ』スキルさえあれば、ダンジョン化した世界でも楽勝だ 〜迫害された少年の最強ざまぁライフ〜 | 十本スイ                    | [ 2 ] [ 1 ]  |
| 第1回 （2020年） | 金賞   | 不屈の冒険魂 雑用積み上げ最強へ。超エリート神官道 | 漂鳥                        | [ 2 ] [ 1 ]  |
| 第1回 （2020年） | 金賞   | 会話もしない連れ子の義妹が、長年一緒にバカやってきたネトゲのフレだった | 雲雀湯                      | [ 2 ] [ 1 ]  |
| 第1回 （2020年） | 銀賞   | 神々の権能を操りし者 〜能力数値『0』で蔑まれている俺だが、実は世界最強の一角〜 | 黒                          | [ 2 ] [ 1 ]  |
| 第1回 （2020年） | 銀賞   | パワハラ聖女の幼馴染と絶縁したら、何もかもが上手くいくようになって最強の冒険者になった 〜ついでに優しくて可愛い嫁もたくさん出来た〜 | くさもち                    | [ 2 ] [ 1 ]  |
| 第1回 （2020年） | 銀賞   | 「自由を奪った状態で倒すなんて、この卑怯者!」と追放された最強の暗殺者、人里離れた森で魔物狩りしてたら、なぜか村人たちの守り神になってた （影使いの最強暗殺者 〜勇者パーティを追放されたあと、人里離れた森で魔物狩りしてたら、なぜか村人達の守り神になっていた〜）                                                                                             | 茨木野                      | [ 2 ] [ 1 ]  |
| 第1回 （2020年） | 奨励賞 | 進路希望調査に『主夫希望』と書いたら、担任のバツ一子持ち教師に拾われた件 | yui/サウスのサウス          | [ 2 ] [ 1 ]  |
| 第1回 （2020年） | 奨励賞 | スキルトレーダー【技能交換】 〜辺境でわらしべ長者やってます〜 | 伏(龍)                      | [ 2 ] [ 1 ]  |
| 第1回 （2020年） | 奨励賞 | 堕ちた大地で冒険者〜チート技術と超速レベルアップによる異星無双〜 | 謙虚なサークル              | [ 2 ] [ 1 ]  |
| 第1回 （2020年） | 奨励賞 | 攻略難易度ハードモードの地球産ダンジョンは、ボッチが異世界から買う奴隷少女らにとっては生温いようです!! （攻略難易度ハードモードの地球産ダンジョン 〜ボッチが異世界の少女たちと、余裕で攻略するそうです!〜） | 歩谷健介                    | [ 2 ] [ 1 ]  |
| 第1回 （2020年） | 奨励賞 | レベルリセット 〜ゴミスキルだと勘違いしたけれど実はとんでもないチートスキルだった〜 | 雷舞蛇尾                    | [ 2 ] [ 1 ]  |
| 第2回 （2021年） | 大賞   | レベルダウンの罠から始まるアラサー男の万能生活 | ジルコ                      | [ 3 ] [ 4 ]  |
| 第2回 （2021年） | 金賞   | 許嫁が出来たと思ったら、その許嫁が学校で有名な『悪役令嬢』だったんだけど、どうすればいい? | 疎陀陽                      | [ 3 ] [ 4 ]  |
| 第2回 （2021年） | 銀賞   | 《魔力無限》のマナポーター〜パーティの魔力を全て供給していたのに、勇者に追放されました。魔力不足で聖剣が使えないと焦っても、メンバー全員が勇者を見限ったのでもう遅い〜 | アトハ                      | [ 3 ] [ 4 ]  |
| 第2回 （2021年） | 銀賞   | 迷子になっていた幼女を助けたら、お隣に住む美少女留学生が家に遊びに来るようになった件について | ネコクロ                    | [ 3 ] [ 4 ]  |
| 第2回 （2021年） | 銀賞   | 〜東京魔王〜モンスターが溢れる世界になり目醒めた能力【モンスターマスター】を使い最強のモンスター軍団を育成したら魔王と呼ばれ人類の敵にされたんだが | 鎌原や裕                    | [ 3 ] [ 4 ]  |
| 第2回 （2021年） | 奨励賞 | 皇子に転生して魔法研究者してたらみんながリスペクトしてくるんだが? | なんじゃもんじゃ            | [ 3 ] [ 4 ]  |
| 第3回 （2022年） | 大賞   | 銃弾魔王子の異世界攻略 ―魔王軍なのに現代兵器を召喚して圧倒的に戦ってもいいですか― | 緑豆空                      | [ 5 ] [ 6 ]  |
| 第3回 （2022年） | 金賞   | 魔力量歴代最強な転生聖女さまの学園生活は波乱に満ち溢れているようです〜王子さまに悪役令嬢とヒロインぽい子たちがいるけれど、ここは乙女ゲー世界ですか?〜 | 行雲流水                    | [ 5 ] [ 6 ]  |
| 第3回 （2022年） | 金賞   | 転生スケベ令嬢と、他人の心が読める攻略対象者（妄想好き転生令嬢と、他人の心が読める攻略対象者 〜ただの幼馴染のはずが、溺愛ルートに突入しちゃいました!?〜） | 三日月さんかく              | [ 5 ] [ 6 ]  |
| 第3回 （2022年） | 銀賞   | 万能スキルの劣等聖女 〜器用すぎるので貧乏にはなりませんでした （万能スキルの劣等聖女 〜器用すぎるので貧乏にはなりませんでした〜） | 冬月光輝                    | [ 5 ] [ 6 ]  |
| 第3回 （2022年） | 銀賞   | 「君、勇者じゃなくて村人だよ」職業貸与者《ジョブ・レンダー》〜パワハラ勇者達に追放されたので、貸してたジョブはすべて返してもらいます。本当は外れ職業と気づいて貸してくださいと泣きつかれても、もう遅い!（世界最強のジョブ・レンダー《職業貸与者》〜パワハラ勇者パーティーから追放された少年の異世界無双〜）                                                   | つくも （九十九弐式）       | [ 5 ] [ 6 ]  |
| 第3回 （2022年） | 銀賞   | 破壊神様の再征服 〜世界征服をしたら救世主として崇められるんだけど〜 | 溝上良                      | [ 5 ] [ 6 ]  |
| 第3回 （2022年） | 奨励賞 | 現代転生した元魔王は穏やかな陰キャライフを送りたい!〜隣のクラスの美少女は俺を討伐した元勇者〜 | 右薙光介                    | [ 5 ] [ 6 ]  |
| 第3回 （2022年） | 奨励賞 | ジョージは魔法の使い方を間違っていた!? 〜ダンジョン調査から始まる波瀾万丈の人生〜 | 葉暮銀                      | [ 5 ] [ 6 ]  |
| 第4回 （2023年） | 大賞   | 俺さえいなければいいはずだった家族が壊れたようなので、義理の妹は引き取らせていただきます （俺は義妹に嘘をつく 〜血の繋がらない妹を俺が引き取ることにした〜） | 城野白                      | [ 7 ] [ 8 ]  |
| 第4回 （2023年） | 金賞   | 今日もダンジョン配信でガチャを回す底辺探索者〜苦労して引いたURブラックスライムですが、どうやら怠惰スライムだったらしくて動いてくれません。ですが何故かバズりました〜 （底辺探索者は最強ブラックスライムで配信がバズりました! 〜ガチャスキルで当てたのは怠惰な人気者〜）                                                                                       | 御峰。                      | [ 7 ] [ 8 ]  |
| 第4回 （2023年） | 銀賞   | 学校一の美少女と親友同士の恋の応援をしていたらいつのまにか彼女が誰よりも近い存在になってた件 〜ただの共闘ってはずなのに、彼女の方がメロメロになってポンコツ晒してんですが〜（学校一の美少女と親友同士の恋愛相談に乗っていたら、いつのまにか彼女が誰よりも近い存在になってた件）                                                                               | 鉄人じゅす                  | [ 7 ] [ 8 ]  |
| 第4回 （2023年） | 銀賞   | 勇者パーティの美少女4人から裏切られ、魔王もろとも爆死させられた勇者。奇跡的に生き延び、魔王を妻にして幸せに暮らします。4人が勇者殺しの大罪人として世界中から非難されてる? まあ因果応報かなぁ （魔王は勇者の可愛い嫁 〜パーティの美少女4人から裏切られた勇者、魔王と幸せに暮らします。4人が勇者殺しの大罪人として世界中から非難されてる?まあ因果応報かなぁ〜） | 六志麻あさ                  | [ 7 ] [ 8 ]  |
| 第4回 （2023年） | 奨励賞 | クズ勇者が優秀な回復師を追放したので、私達のパーティはもう終わりです | 江本マシメサ                | [ 7 ] [ 8 ]  |
| 第4回 （2023年） | 奨励賞 | 俺とアイツは友達じゃない。 | 斎藤ニコ・天道源            | [ 7 ] [ 8 ]  |
| 第4回 （2023年） | 奨励賞 | 最強の荷物持ち〜役立たずと勇者パーティーを追放されたけど収納スキルで開眼し無双します!パーティーに戻って来てとたのまれても【もう遅い】です〜 | みやび                      | [ 7 ] [ 8 ]  |
| 第5回 （2024年） | 大賞   | 貴方が望んだ事ですよ?〜捨てる幼馴染あれば、拾うイケメンあり〜 | 雪原の白猫                  | [ 9 ] [ 10 ] |
| 第5回 （2024年） | 金賞   | 傷跡の聖者 | イエニー・コモリフスキ      | [ 9 ] [ 10 ] |
| 第5回 （2024年） | 銀賞   | 初級ダンジョンRTA走者 世界最速を達成したので解説動画を公開したら参考にならなすぎで大バズりしてしまう | ねこ鍋                      | [ 9 ] [ 10 ] |
| 第5回 （2024年） | 奨励賞 | Sランクパーティーを追放された鍛冶職人、世界最強へと至る 〜暇になったおっさんは気晴らしに作ったチート武器で無双する〜 | シオヤマ琴                  | [ 9 ] [ 10 ] |
| 第5回 （2024年） | 奨励賞 | 成長率マシマシスキルを選んだら無職判定されて追放されました。〜スキルマニアに助けられましたが染まらないようにしたいと思います〜 | m-kawa                      | [ 9 ] [ 10 ] |